# Convenção da Cidade do Cabo
A Convenção da Cidade do Cabo sobre Garantias Internacionais Incidentes sobre Equipamentos Móveis é um tratado internacional que visa ao estabelecimento de normas que confiram maior segurança aos credores em operações internacionais de financiamento de equipamentos móveis tais como aeronáutico, espacial e ferroviário.
A Convenção, elaborada sob os auspícios do UNIDROIT - Instituto para a Unificação do Direito Privado - foi concluída durante uma conferência diplomática realizada em 2001, na África do Sul, tendo entrado em vigor em 1 de março de 2006. Atualmente, 43 Estados, além da União Europeia, são Partes Contratantes da Convenção, dentro os quais os Estados Unidos, a Irlanda e os Países Baixos.

## O Sistema da Cidade do Cabo
A Convenção, que dipõe sobre regras gerais relativas às operações internacionais de crédito nas quais o próprio equipamento vendido consiste na garantia da dívida contraída, prevê em seu texto a adoção de Protocolos específicos. Nesse sentido, a aplicação da Convenção da Cidade do Cabo a uma determinada categoria de equipamento móvel depende necessariamente da vigência do Protocolo específico que contempla essa categoria de equipamento. Primeiramente, estabeleceu-se a adoção de três Protocolos relativos, respectivamente, ao material aeronáutico, espacial e ferroviário. 

### O Protocolo Aeronáutico
Durante a Conferência Diplomática da Cidade do Cabo, foi igualmente adotado o texto do Protocolo à Convenção Relativo a Questões Específicas ao Equipamento Aeronáutico. O chamado Protocolo Aeronáutico, por sua vez, foi ratificado por 37 países, além da União Europeia. 

### O Protocolo Ferroviário
O Protocolo à Convenção Relativo a Questões Específicas ao Material Ferroviário foi adotado, em Luxemburgo, em 2007, não tendo ainda entrado em vigor.

## A Convenção e o Protocolo no Brasil
No Brasil, a Convenção e o Protocolo Aeronáutico foram submetidos à apreciação do Congresso Nacional, que os aprovou por meio do Decreto Legislativo n.º 135, de 26 de maio de 2011. Os instrumentos foram, ainda, promulgados pela Presidente da República, na forma do Decreto nº 8.008, de 15 de maio de 2013, com o que passou a entrar em vigor.